# Skiboby

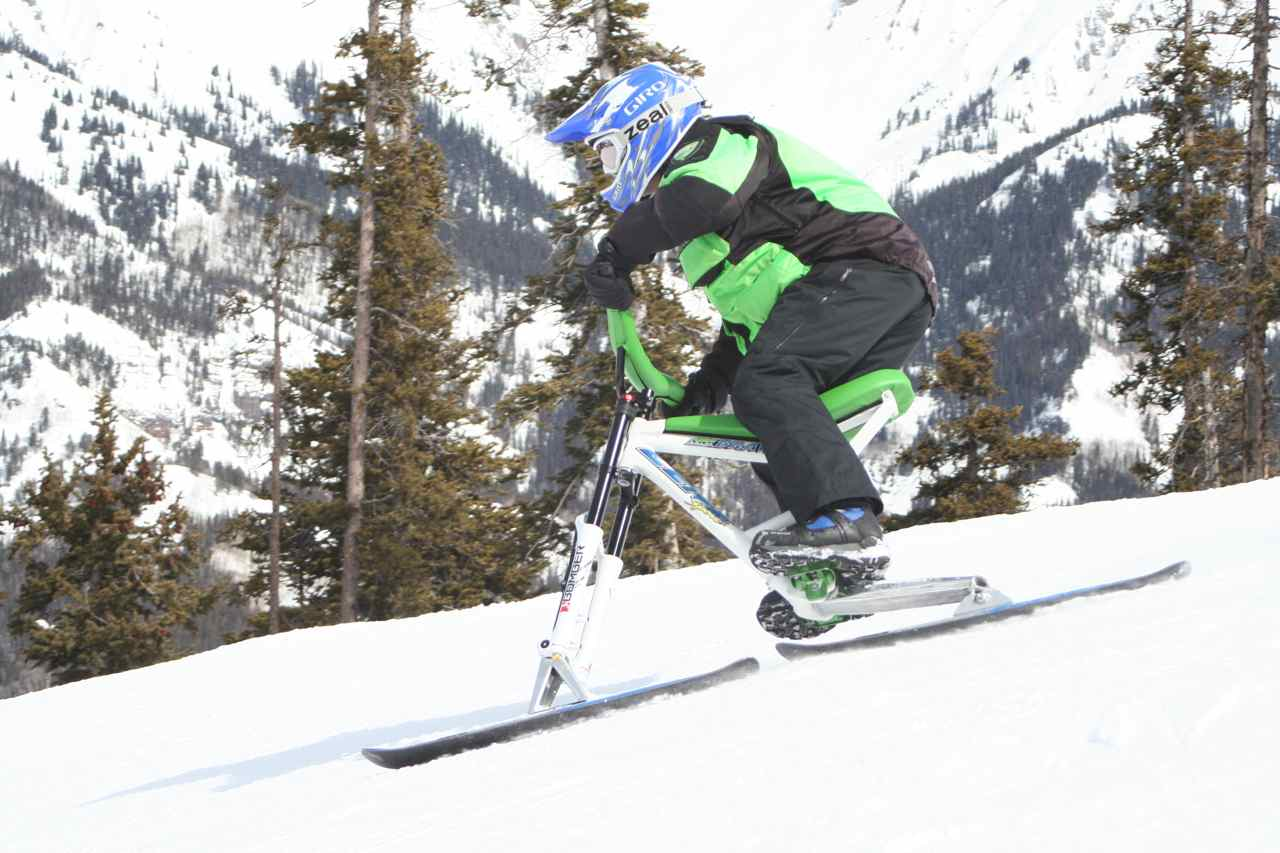
Jezdec na skibobu

Skiboby jsou individuální zimní sport, provozovaný na sjezdových či slalomových tratích. Závodník se snaží projet určenou trasu v co nejkratším čase na skibobu, což je v podstatě jízdní kolo vybavené namísto kol dvěma krátkými lyžemi. Dvě krátké lyže má závodník také na nohou.
Skiboby se objevují v průběhu 19. století a patentovat si je nechal americký vynálezce J. C. Stevens v roce 1891. První veřejný závod se uskutečnil roku 1914 v Liberci.
Česká republika patří k největším velmocem tohoto sportu. Nejúspěšnějším závodníkem historie je Alena Housová, která během své aktivní kariéry získala 30 titulů mistryně světa a desetkrát vyhrála Světový pohár. Dalšími známými českými reprezentantkami jsou Alana Hanousková, dívčím jménem Hrbková (22 medailí z ME a MS, z toho šest zlatých) a Irena Francová-Dohnálková (29 titulů mistryně světa).

## Závodní disciplíny
Závodní disciplíny vycházejí z lyžování: Sjezd (1500–3500 m), slalom (300–800 m), obří slalom (800–4500 m) a super G (1100–2200 m). Pro všechny se používají stejné skiboby, jen lyže se liší pro sjezd a pro slalom. Všechny disciplíny mají svou mužskou i ženskou kategorii, ale obě dvě disciplíny jezdí i senioři a děti. Na vrcholných soutěžích, jako je mistrovství světa či Evropy, se kromě samostatných disciplín vyhodnocuje i trojkombinace, to znamená časy ze sjezdu, slalomu a obřího slalomu. Světový pohár, jenž bývá pětidílný, zahrnuje také paralelní slalom. Na závodech se hodnotí tzv. trojkombinace.